# Nidka
Nidka (Wigrynia) – struga na Mazurach. 
Wypływa z Jeziora Nidzkiego obok Nidy, płynie przez Ruciane-Nida, następnie przez jezioro Wygryny i dalej do zatoki Lodownia (Bełdany). Przez Nidkę wiedzie szlak kajakowy.